# Інцидентність (геометрія)
Відношення інцидентності — це бінарне відношення між двома різними типами об'єктів. Воно включає поняття, які можна виразити такими фразами як «точка лежить на прямій» або «пряма належить площині». Найістотніше відношення інцидентності — між точкою P і прямою l яке записується як P I l. Якщо P I l пара (P, l) називається прапором. У розмовній мові існує багато виразів, що описують відношення інцидентності (наприклад, пряма проходить через точку, точка лежить на площині тощо), проте термін «інцидентна» кращий, оскільки не передбачає додаткових супутніх понять і може бути використаний симетрично, відбиваючи властивість симетричності відношення. Твердження, такі як «пряма l1 перетинає пряму l2» також є твердженнями про відношення інцидентності, але в цьому випадку простіше сказати: «існує точка P, інцидентна обом прямим l1 і l2». Коли один тип об'єктів можна розглядати як множину об'єктів іншого типу (а саме, площина є множиною точок), відношення інцидентності можна розглядати як включення.
Твердження вигляду «будь-які дві прямі на площині перетинаються» називаються твердженнями інцидентності. Такі твердження істинні в проєктивних площинах, але хибні на евклідових, де прямі можуть бути паралельними. Історично, проєктивну геометрію запропоновано для того, щоб твердження інцидентності було істинним без винятків. З точки зору синтетичної геометрії проєктивну геометрію слід створювати, використовуючи такі твердження як аксіоми. Найістотніший такий підхід для проєктивних площин, зважаючи на істинність теореми Дезарга для вищих розмірностей.
Аналітичний підхід, навпаки, визначає проєктивний простір на основі лінійної алгебри з використанням однорідної системи координат. Відношення інцидентності виводиться з такого базового результату для векторних просторів: якщо дано підпростори U і W векторного простору V (скінченної розмірності), розмірність їх перетину дорівнює dim U + dim W − dim (U + W) Якщо взяти до уваги, що геометрична розмірність проєктивного простору P(V), асоційованого з V, дорівнює dim V − 1 і що геометрична розмірність будь-якого підпростору додатна, базове твердження інцидентності в цих умовах набуде вигляду: лінійні підпростори L і M проєктивного простору P перетинаються за умови, що dim L + dim M ≥ dim P.
Подальші розділи стосуються проєктивних площин, визначених над полями. Такі площини часто позначають як PG(2, F) або P2F, де F — поле. Однак ці міркування можна природним чином поширити на простори вищих розмірностей, а поле можна замінити тілом з урахуванням, що в цьому випадку множення не буде комутативним.

## PG(2,F)
Нехай V — тривимірний векторний простір, визначений над полем F. Проєктивна площина P(V) = PG(2, F) складається з одновимірних векторних підпросторів простору V які називають точками, і двовимірних векторних підпросторів V які називають прямими. У визначенні передбачається, що всі розглянуті підпростори містять одну виділену точку. Інцидентність точки і прямої визначається належністю одновимірного підпростору двовимірному.
Якщо зафіксувати базис V, то ми можемо описати вектори як координатні трійки (відносно базису). Одновимірний векторний підпростір складається з ненульового вектора і всіх векторів, отриманих із нього множенням на (ненульовий) скаляр. Всі такі вектори, записані у вигляді координатних трійок, відповідають координатам даної точки в однорідній системі координат. Відносно зафіксованого базису простір рішень лінійного рівняння {(x, y, z) | ax + by + cz = 0 є двовимірним підпростором простору V, а тому є прямою в P(V). Цю пряму можна позначити координатами прямої [a, b, c] які також є однорідними координатами, оскільки множення на ненульовий скаляр дає ту саму пряму. Інші позначення також широко використовуються. Координати точки можна записати як вектор-стовпець (x, y, z)T, з двокрапкою (x : y : z) або з індексом (x, y, z)P. Відповідно, координати прямої можна записати як вектор-рядок (a, b, c), з двокрапкою [a : b : c] або з індексом (a, b, c)L. Можливі й інші варіанти позначень.

## Алгебричний вираз інцидентності
Якщо дано точку P = (x, y, z) і пряму l = [a, b, c] записані в термінах координат точки і прямої, точка інцидентна прямій (часто записується як P I l тоді і тільки тоді, коли
ax + by + cz = 0.
В інших позначення це можна виразити як:
{\displaystyle ax+by+cz=[a,b,c]\cdot (x,y,z)=(a,b,c)_{L}\cdot (x,y,z)_{P}=}
{\displaystyle =[a:b:c]\cdot (x:y:z)=(a,b,c)\left({\begin{matrix}x\\y\\z\end{matrix}}\right)=0.}
Незалежно від позначень, коли однорідні координати точки і прямої розглядаються як дві впорядковані трійки, інцидентність прямої і точки виражається як рівність їх скалярного добутку нулю.

## Інцидентність прямої парі різних точок
Нехай дано пару різних точок P1 і P2 з однорідними координатами (x1, y1, z1) і (x2, y2, z2) відповідно. Ці точки визначають єдину пряму l з рівнянням вигляду {\displaystyle ax+by+cz=0}, яка має задовольняти рівнянням:
{\displaystyle ax_{1}+by_{1}+cz_{1}=0}
{\displaystyle ax_{2}+by_{2}+cz_{2}=0}.
У матричному вигляді цю систему можна переписати як
{\displaystyle \left({\begin{matrix}x&y&z\\x_{1}&y_{1}&z_{1}\\x_{2}&y_{2}&z_{2}\end{matrix}}\right)\left({\begin{matrix}a\\b\\c\end{matrix}}\right)=\left({\begin{matrix}0\\0\\0\end{matrix}}\right).}
Ця система має нетривіальний розв'язок тоді і тільки тоді, коли визначник дорівнює нулю
{\displaystyle \left|{\begin{matrix}x&y&z\\x_{1}&y_{1}&z_{1}\\x_{2}&y_{2}&z_{2}\end{matrix}}\right|=0.}
Розкриття цього рівняння для визначника дає однорідні лінійні рівняння, які мають бути рівнянням прямої l. Таким чином, з точністю до ненульового сталого множника маємо {\displaystyle l=[a,b,c]}, де
{\displaystyle a=y_{1}z_{2}-y_{2}z_{1}}
{\displaystyle b=x_{2}z_{1}-x_{1}z_{2}}
{\displaystyle c=x_{1}y_{2}-x_{2}y_{1}}.
У термінах змішаного добутку векторів рівняння для прямої можна переписати як
{\displaystyle P\cdot P_{1}\times P_{2}=0},
де {\displaystyle P=(x,y,z)} — точка.

### Колінеарність
Точки, інцидентні одній прямій, називають колінеарними. Множина всіх точок, інцидентних одній прямій, називається проєктивним відрізком.
Якщо P1 = (x1, y1, z1), P2 = (x2, y2, z2) і P3 = (x3, y3, z3), то ці точки колінеарні тоді і тільки тоді коли
{\displaystyle \left|{\begin{matrix}x_{1}&y_{1}&z_{1}\\x_{2}&y_{2}&z_{2}\\x_{3}&y_{3}&z_{3}\end{matrix}}\right|=0,}
тобто тоді і тільки тоді, коли визначник однорідних координат дорівнює нулю.

## Перетин пар прямих
Нехай дано пару різних прямих {\displaystyle l_{1}=[a_{1},b_{1},c_{1}]} і {\displaystyle l_{2}=[a_{2},b_{2},c_{2}]}. Тоді перетином прямих {\displaystyle l_{1}} і {\displaystyle l_{2}} буде точка {\displaystyle P=(x_{0},y_{0},z_{0})}, Яка є одночасним розв'язком (з точністю до сталого множника) системи лінійних рівнянь
{\displaystyle a_{1}x+b_{1}y+c_{1}z=0} і
{\displaystyle a_{2}x+b_{2}y+c_{2}z=0}.
Розв'язок цих рівнянь дає
{\displaystyle x_{0}=b_{1}c_{2}-b_{2}c_{1}},
{\displaystyle y_{0}=a_{2}c_{1}-a_{1}c_{2}} і
{\displaystyle z_{0}=a_{1}b_{2}-a_{2}b_{1}}.
Альтернативно, розглянемо іншу пряму {\displaystyle l=[a,b,c]}, що проходить через точку P тобто однорідні координати точки P задовольняють рівнянню
{\displaystyle ax+by+cz=0}.
Комбінуючи це рівняння з рівняннями, що визначають точку P ми можемо бачити нетривіальний розв'язок матричного рівняння
{\displaystyle \left({\begin{matrix}a&b&c\\a_{1}&b_{1}&c_{1}\\a_{2}&b_{2}&c_{2}\end{matrix}}\right)\left({\begin{matrix}x\\y\\z\end{matrix}}\right)=\left({\begin{matrix}0\\0\\0\end{matrix}}\right).}
Таке рішення можливо, лише коли
{\displaystyle \left|{\begin{matrix}a&b&c\\a_{1}&b_{1}&c_{1}\\a_{2}&b_{2}&c_{2}\end{matrix}}\right|=0.}
Коефіцієнти a, b і c в рівнянні дають однорідні координати точки P.
Рівняння загального вигляду для прямої, що проходить через точку P в позначеннях змішаного добутку має вигляд
{\displaystyle l\cdot l_{1}\times l_{2}=0}.

### Перетин
Множину всіх прямих на площині, інцидентних одній і тій самій точці, називають пучком прямих, центрованим у цій точці. Обчислення перетину двох прямих показує, що весь пучок визначається двома прямими, що перетинаються в даній точці. Звідси негайно випливає, що алгебричною умовою перетину трьох прямих {\displaystyle [a_{1},b_{1},c_{1}],[a_{2},b_{2},c_{2}],[a_{3},b_{3},c_{3}]} в одній точці є рівність нулю визначника
{\displaystyle \left|{\begin{matrix}a_{1}&b_{1}&c_{1}\\a_{2}&b_{2}&c_{2}\\a_{3}&b_{3}&c_{3}\end{matrix}}\right|=0.}